# Йорин тер Морс
Бързо пързаляне с кънки
Йорин тер Морс (на нидерландски: Jorien ter Mors) е нидерландска състезателка по шорттрек и бързо пързаляне с кънки.
Трикратна олимпийска шампионка в бързото пързаляне с кънки от зимните олимпийски игри в Сочи – 2014 и Пьонгчанг – 2018 г. и бронзова медалистка в щафетата в шорттрека в Пьонгчанг 2018.

## Лични рекорди
- 500 м 37,50 (15.11.2015,  Калгари)
- 1000 м 1.12,53 (25.2.2017,  Калгари) (национален рекорд)
- 1500 м 1.53.51 (16.02.2014,  Сочи) (олимпийски рекорд)
- 3000 м 4.02,23 (06.12.2013,  Берлин)
- 5000 м 7.06,79 (30.12.2012,  Хееренвеен)

## Успехи
Бързо пързаляне с кънки:
Олимпийски игри
- Шампион (3): 2014, 2018

Световно първенство
- Шампион (3): 2016, 2018
- Бронзов медал (3): 2016, 2018

Европейско първенство:
- Сребърен медал (1): 2017

Шорттрек:
Олимпийски игри
- Бронзов медал (1): 2018

Световно първенство
- Сребърен медал (2): 2011, 2013
- Бронзов медал (1): 2013

Европейско първенство:
- Шампион (4): 2011, 2012, 2016
- Сребърен медал (2): 2012
- Бронзов медал (2): 2007, 2010